# Գ
Գ, գ (gim, orm. գիմ) – trzecia litera alfabetu ormiańskiego. Jest wykorzystywana do oddania dźwięku [g] (język wschodnioormiański) lub [kʰ] (język zachodnioormiański). Została stworzona przez Mesropa Masztoca, podobnie jak pozostałe litery alfabetu ormiańskiego (oprócz օ, ֆ i և).
Litera Գ jest transkrybowana w języku polskim jako G.
W ormiańskim systemie zapisywania liczb literze Գ jest przypisana cyfra 3.

## Kodowanie
| Znak                   | Գ                           | Գ                           | գ                         | գ                         |
| ---------------------- | --------------------------- | --------------------------- | ------------------------- | ------------------------- |
| Nazwa w Unikodzie      | Armenian Capital Letter Gim | Armenian Capital Letter Gim | Armenian Small Letter Gim | Armenian Small Letter Gim |
| Kodowanie              | dziesiątkowo                | szesnastkowo                | dziesiątkowo              | szesnastkowo              |
| Unicode                | 1331                        | U+0533                      | 1379                      | U+0563                    |
| UTF-8                  | 212 179                     | d4 b3                       | 213 163                   | d5 a3                     |
| Odwołania znakowe SGML | &#1331;                     | &#x0533;                    | &#1379;                   | &#x0563;                  |